# Französische Rugby-Union-Meisterschaft 1929/30
Die Saison 1929/30 war die 34. Austragung der französischen Rugby-Union-Meisterschaft (französisch Championnat de France de rugby à XV). Sie umfasste 40 Mannschaften in der ersten Division (heutige Top 14).
Nach einer regionalen Qualifikation begann die Meisterschaft mit der ersten Gruppenphase, bei der in acht Gruppen je fünf Mannschaften aufeinander trafen. Jeweils die Erst- bis Drittplatzierte zogen in die zweite Gruppenphase ein und spielten anschließend in acht Dreiergruppen um die Teilnahme an der Finalphase. Es folgten Viertel- und Halbfinale. Im Endspiel, das am 18. Mai 1930 im Parc Lescure in Bordeaux stattfand, trafen die beiden Halbfinalsieger aufeinander und spielten um den Bouclier de Brennus. Dabei setzte sich die SU Agen gegen die US Quillan durch und errang zum ersten Mal den Meistertitel.
Vor der darauf folgenden Saison spalteten sich zwölf Vereine von der Fédération française de rugby ab und gründeten die dissidente Union française de rugby amateur. Sie protestierten damit gegen den Scheinamateurismus, der den französischen Rugbysport erfasst hatte.

## Erste Gruppenphase
|    | Team            | Siege | Unent. | Ndlg. | Spiel- punkte | Diff. | Tabellen- punkte |
| -- | --------------- | ----- | ------ | ----- | ------------- | ----- | ---------------- |
| 1. | FC Lézignan     | 3     | 0      | 1     | 40:17         | + 23  | 10               |
| 2. | FC Lourdes      | 2     | 1      | 1     | 17:29         | − 12  | 9                |
| 3. | USA Limoges     | 2     | 0      | 2     | 28:17         | + 11  | 8                |
| 4. | Lyon OU         | 1     | 1      | 2     | 16:22         | − 6   | 7                |
| 5. | Stade Hendayais | 1     | 0      | 3     | 9:25          | − 16  | 6                |

|    | Team           | Siege | Unent. | Ndlg. | Spiel- punkte | Diff. | Tabellen- punkte |
| -- | -------------- | ----- | ------ | ----- | ------------- | ----- | ---------------- |
| 1. | US Carcassonne | 4     | 0      | 0     | 46:13         | + 33  | 12               |
| 2. | SC Pamiers     | 2     | 1      | 1     | 11:13         | − 2   | 9                |
| 3. | US Cognac      | 1     | 2      | 1     | 19:9          | + 10  | 8                |
| 4. | AS Bayonne     | 1     | 1      | 2     | 17:20         | − 3   | 7                |
| 5. | CASG Paris     | 0     | 0      | 4     | 15:53         | − 38  | 4                |

|    | Team                  | Siege | Unent. | Ndlg. | Spiel- punkte | Diff. | Tabellen- punkte |
| -- | --------------------- | ----- | ------ | ----- | ------------- | ----- | ---------------- |
| 1. | US Quillan            | 3     | 1      | 0     | 31:13         | + 18  | 11               |
| 2. | CA Villeneuve-sur-Lot | 2     | 1      | 1     | 30:24         | + 6   | 9                |
| 3. | Biarritz Olympique    | 2     | 0      | 2     | 19:19         | ± 0   | 8                |
| 4. | CS Vienne             | 1     | 0      | 3     | 19:25         | − 6   | 6                |
| 5. | Saint-Girons SC       | 1     | 0      | 3     | 5:23          | − 18  | 6                |

|    | Team           | Siege | Unent. | Ndlg. | Spiel- punkte | Diff. | Tabellen- punkte |
| -- | -------------- | ----- | ------ | ----- | ------------- | ----- | ---------------- |
| 1. | SU Agen        | 4     | 0      | 0     | 37:0          | + 37  | 12               |
| 2. | US Perpignan   | 2     | 1      | 1     | 17:6          | + 11  | 9                |
| 3. | AS Montferrand | 2     | 0      | 2     | 22:9          | + 13  | 8                |
| 4. | AS Soustons    | 0     | 2      | 2     | 6:23          | − 17  | 6                |
| 5. | UA Libourne    | 0     | 1      | 3     | 3:47          | − 44  | 5                |

|    | Team             | Siege | Unent. | Ndlg. | Spiel- punkte | Diff. | Tabellen- punkte |
| -- | ---------------- | ----- | ------ | ----- | ------------- | ----- | ---------------- |
| 1. | RC Narbonne      | 3     | 0      | 1     | 28:13         | + 15  | 10               |
| 2. | TOEC             | 2     | 1      | 1     | 25:16         | + 9   | 9                |
| 3. | FC Grenoble      | 2     | 1      | 1     | 23:15         | + 8   | 9                |
| 4. | Aviron Bayonnais | 2     | 0      | 2     | 20:11         | + 9   | 8                |
| 5. | Stade Bordelais  | 0     | 0      | 4     | 0:41          | − 41  | 4                |

|    | Team                | Siege | Unent. | Ndlg. | Spiel- punkte | Diff. | Tabellen- punkte |
| -- | ------------------- | ----- | ------ | ----- | ------------- | ----- | ---------------- |
| 1. | SA Bordeaux         | 3     | 0      | 1     | 26:11         | + 15  | 10               |
| 2. | Arléquins Perpignan | 1     | 2      | 1     | 6:13          | − 7   | 8                |
| 3. | Stadoceste Tarbais  | 1     | 2      | 1     | 3:10          | − 7   | 8                |
| 4. | Boucau Stade        | 0     | 3      | 1     | 0:4           | − 4   | 7                |
| 5. | AS Roanne           | 1     | 1      | 2     | 18:15         | + 3   | 7                |

|    | Team            | Siege | Unent. | Ndlg. | Spiel- punkte | Diff. | Tabellen- punkte |
| -- | --------------- | ----- | ------ | ----- | ------------- | ----- | ---------------- |
| 1. | CA Bègles       | 3     | 1      | 0     | 34:15         | + 19  | 11               |
| 2. | Section Paloise | 2     | 1      | 1     | 26:17         | + 9   | 9                |
| 3. | AS Béziers      | 1     | 2      | 1     | 11:13         | − 2   | 8                |
| 4. | FC Lyon         | 1     | 1      | 2     | 21:21         | ± 0   | 7                |
| 5. | SC Albi         | 0     | 1      | 3     | 6:32          | − 26  | 5                |

|    | Team             | Siege | Unent. | Ndlg. | Spiel- punkte | Diff. | Tabellen- punkte |
| -- | ---------------- | ----- | ------ | ----- | ------------- | ----- | ---------------- |
| 1. | Stade Français   | 4     | 0      | 0     | 76:18         | + 58  | 12               |
| 2. | Stade Toulousain | 2     | 1      | 1     | 31:12         | + 19  | 9                |
| 3. | RC Toulon        | 2     | 0      | 2     | 60:34         | + 26  | 8                |
| 4. | CA Périgueux     | 0     | 2      | 2     | 20:48         | − 28  | 6                |
| 5. | US Oyonnax       | 0     | 1      | 3     | 10:85         | − 75  | 5                |

## Zweite Gruppenphase
|    | Team           | Siege | Unent. | Ndlg. | Spiel- punkte | Diff. | Tabellen- punkte |
| -- | -------------- | ----- | ------ | ----- | ------------- | ----- | ---------------- |
| 1. | Stade Français | 2     | 0      | 0     | 22:0          | + 22  | 6                |
| 2. | AS Montferrand | 1     | 0      | 1     | 8:6           | + 2   | 4                |
| 3. | FC Lourdes     | 0     | 0      | 2     | 0:24          | − 24  | 2                |

|    | Team        | Siege | Unent. | Ndlg. | Spiel- punkte | Diff. | Tabellen- punkte |
| -- | ----------- | ----- | ------ | ----- | ------------- | ----- | ---------------- |
| 1. | SU Agen     | 2     | 0      | 0     | 28:8          | + 20  | 6                |
| 2. | USA Limoges | 1     | 0      | 1     | 16:9          | + 7   | 4                |
| 3. | SC Pamiers  | 0     | 0      | 2     | 3:30          | − 27  | 2                |

|    | Team                  | Siege | Unent. | Ndlg. | Spiel- punkte | Diff. | Tabellen- punkte |
| -- | --------------------- | ----- | ------ | ----- | ------------- | ----- | ---------------- |
| 1. | US Carcassonne        | 2     | 0      | 0     | 22:6          | + 16  | 6                |
| 2. | RC Toulon             | 0     | 1      | 1     | 6:12          | − 6   | 3                |
| 3. | CA Villeneuve-sur-Lot | 0     | 1      | 1     | 6:16          | − 10  | 3                |

|    | Team               | Siege | Unent. | Ndlg. | Spiel- punkte | Diff. | Tabellen- punkte |
| -- | ------------------ | ----- | ------ | ----- | ------------- | ----- | ---------------- |
| 1. | Biarritz Olympique | 2     | 0      | 0     | 27:5          | + 22  | 6                |
| 2. | CA Bègles          | 1     | 0      | 1     | 14:23         | − 9   | 4                |
| 3. | FC Grenoble        | 0     | 0      | 2     | 3:16          | − 13  | 2                |

|    | Team       | Siege | Unent. | Ndlg. | Spiel- punkte | Diff. | Tabellen- punkte |
| -- | ---------- | ----- | ------ | ----- | ------------- | ----- | ---------------- |
| 1. | US Quillan | 2     | 0      | 0     | 53:12         | + 41  | 6                |
| 2. | US Cognac  | 1     | 0      | 1     | 16:29         | − 13  | 4                |
| 3. | TOEC       | 0     | 0      | 2     | 7:35          | − 28  | 2                |

|    | Team                | Siege | Unent. | Ndlg. | Spiel- punkte | Diff. | Tabellen- punkte |
| -- | ------------------- | ----- | ------ | ----- | ------------- | ----- | ---------------- |
| 1. | Section Paloise     | 2     | 0      | 0     | 20:13         | + 7   | 6                |
| 2. | Arléquins Perpignan | 1     | 0      | 1     | 12:9          | + 3   | 4                |
| 3. | FC Lézignan         | 0     | 0      | 2     | 13:23         | − 10  | 2                |

|    | Team         | Siege | Unent. | Ndlg. | Spiel- punkte | Diff. | Tabellen- punkte |
| -- | ------------ | ----- | ------ | ----- | ------------- | ----- | ---------------- |
| 1. | SA Bordeaux  | 1     | 1      | 0     | 7:6           | + 1   | 5                |
| 2. | US Perpignan | 1     | 0      | 1     | 9:7           | + 2   | 4                |
| 3. | AS Béziers   | 0     | 1      | 1     | 6:9           | − 3   | 3                |

|    | Team               | Siege | Unent. | Ndlg. | Spiel- punkte | Diff. | Tabellen- punkte |
| -- | ------------------ | ----- | ------ | ----- | ------------- | ----- | ---------------- |
| 1. | Stadoceste Tarbais | 1     | 1      | 0     | 19:13         | + 6   | 5                |
| 2. | RC Narbonne        | 0     | 2      | 0     | 7:7           | ± 0   | 4                |
| 3. | Stade Toulousain   | 0     | 1      | 1     | 14:20         | − 6   | 3                |

## Play-out
Da es keine Absteiger gab, diente das Play-out dazu, die Gruppeneinteilung in der darauf folgenden Saison zu ermitteln. Detailergebnisse sind nicht bekannt.

## Finalphase

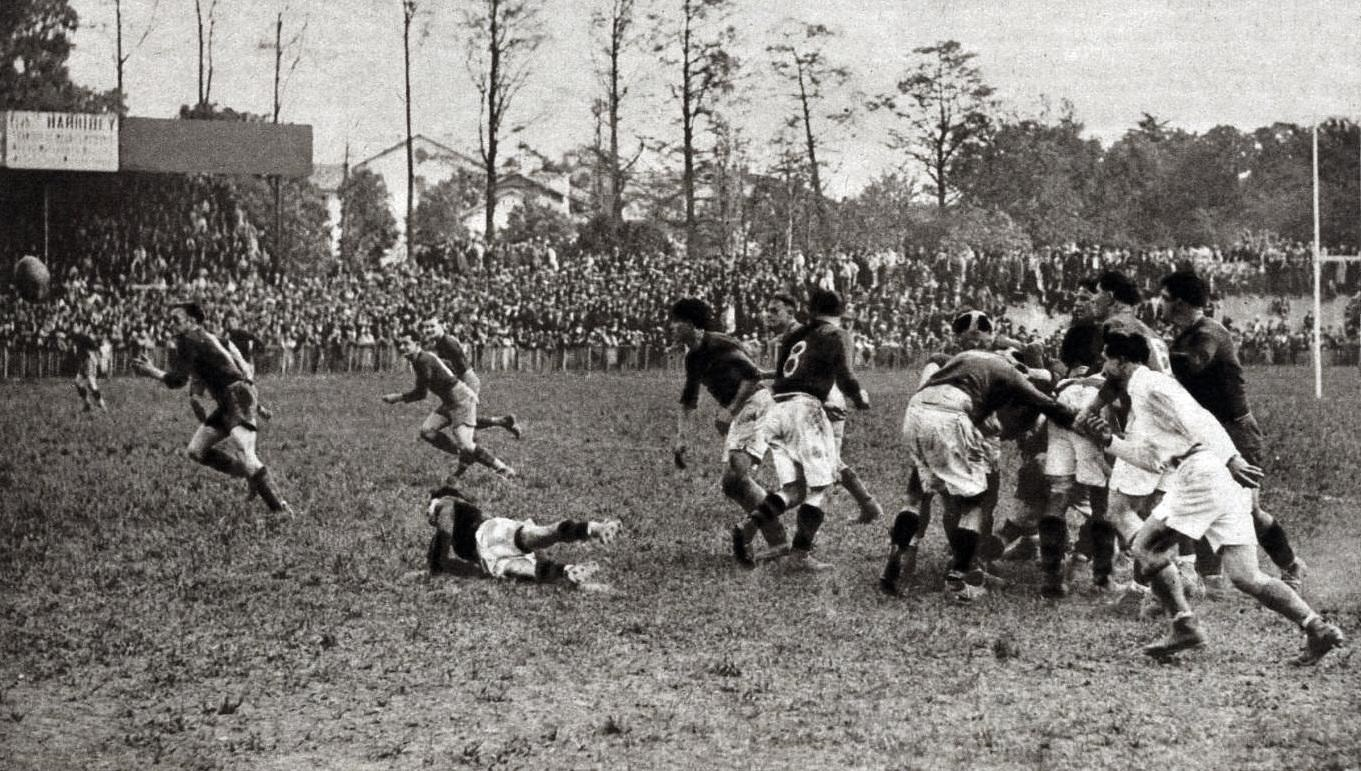
Spielszene im Meisterschaftsfinale

### Viertelfinale
| Datum         | Begegnung                           | Ergebnis |
| ------------- | ----------------------------------- | -------- |
| 13. Apr. 1930 | Section Paloise – Stade Français    | 05:3     |
| 13. Apr. 1930 | US Carcassonne – Biarritz Olympique | 18:3     |
| 13. Apr. 1930 | SU Agen – Stadoceste Tarbais        | 18:0     |
| 13. Apr. 1930 | US Quillan – SA Bordeaux            | 10:5     |

### Halbfinale
| Datum       | Begegnung                   | Ergebnis |
| ----------- | --------------------------- | -------- |
| 4. Mai 1930 | SU Agen – Section Paloise   | 18:5     |
| 4. Mai 1930 | US Quillan – US Carcassonne | 0:0      |

| Datum        | Begegnung                   | Ergebnis |
| ------------ | --------------------------- | -------- |
| 11. Mai 1930 | US Quillan – US Carcassonne | 3:0      |

### Finale
| 18. Mai 1930 | SU Agen               | 4 : 0 n. V. | US Quillan | Parc Lescure, Bordeaux Zuschauer: 28.000 Schiedsrichter: Henri Lahitte |
| 18. Mai 1930 | Dropgoals: Guiral (1) | Bericht     |            | Parc Lescure, Bordeaux Zuschauer: 28.000 Schiedsrichter: Henri Lahitte |

Aufstellungen
SU Agen: Lucien Augras, Jean-Baptiste Bédère, Gaston Capgras, Louis Castaing, Louis Dattas, Étienne Dupouy, Jean Dupuy, Robert Gibertha, Marius Guiral, Didier Lamoulien, Guy Mieyaa, Robert Samatan, Pierre Soulès, Urbain Sourbie, Max Vigerie
US Quillan: Baco, Marcel Baillette, Antonin Barbazanges, Charles Bigot, René Bonnemaison, François Corbin, Amédée Cutzach, Georges Delort, Louis Destarac, Guy Flamand, Jean Galia, Germain Raynaud, Joseph Raynaud, Eugène Ribère, Marcel Soler